# Andrea Bauer
Andrea Karolina Bauer (geb. 11. September 1966 in Weiden in der Oberpfalz) ist eine deutsche Medizinerin und Wissenschaftlerin, die sich für die Erforschung und Prävention allergischer Ekzeme einsetzt. Bauer ist Professorin für Berufsdermatologie an der Medizinischen Fakultät der Technischen Universität Dresden und engagiert sich in maßgeblicher Position in mehreren Fachgesellschaften und Gremien, beispielsweise der Deutschen Gesellschaft für Allergologie und klinische Immunologie, deren Vorstand sie von 2018 bis 2020 angehörte. Aktuell ist Bauer Vorstandsmitglied der Deutschen Kontaktallergie-Gruppe, der Arbeitsgemeinschaft für Berufs- und Umweltdermatologie der Deutschen Dermatologischen Gesellschaft sowie des Informationsverbundes dermatologischer Kliniken (IVDK). 

## Werdegang
Bauer machte ihr Abitur im Jahr 1985 in Amberg und studierte anschließend Medizin in Regensburg und München. Von 1992 bis 1993 arbeitete sie als Arzt im Praktikum an der Hautklinik und Poliklinik der Freien Universität Berlin, dem Klinikum Benjamin Franklin Steglitz. Sie promovierte im Jahr 1994 an der Technischen Universität München bei Meinhard Classen zum Thema Die Wirkung von Mono-, Poly- und Radiochemotherapie auf das Immunsystem bei Patienten mit fortgeschrittenen gastrointestinalen und gynäkologischen Tumoren. Bis 1997 absolvierte Bauer ihre Facharztausbildung für Dermatologie und Venerologie an der Klinik für Hautkrankheiten der Friedrich-Schiller-Universität in Jena. Hier hatte sie in den Jahren 1994 und 1995 einen Forschungsaufenthalt am Institut für Biochemie wahrgenommen und zum Thema „Regulation der Phosphatidylinositol-4-kinase in benignen und malignen Epithelzellen“ geforscht. Im Jahr 2000 erwarb Bauer die Zusatzbezeichnung Allergologie und im Jahr 2003 die Zusatzbezeichnung Berufsdermatologie. Bis 2006 war sie als Oberärztin an der Jenaer Klinik für Hautkrankheiten tätig, wo sie sich im Jahr 2004 mit dem Thema Berufsbedingte Handekzeme in Hautrisikoberufen – Eine Analyse der Risiken und neuer Wege in der Prävention habilitierte. Nach ihrem Wechsel an die Klinik und Poliklinik für Dermatologie am Universitätsklinikum Carl Gustav Carus in Dresden erfolgte im Jahr 2009 eine Umhabilitation an die Medizinische Fakultät der Technischen Universität Dresden.

### Leitlinienarbeit
Als Mitglied der Deutschen Dermatologischen Gesellschaft wurde Bauer im Jahr 2020 als Leitlinienkoordinatorin in die Expertengruppe zur Erstellung der S2k-Leitlinie Prävention, Diagnostik und Therapie des Handekzems berufen. Die Leitlinie wurde im Jahr 2023 von der Arbeitsgemeinschaft der Wissenschaftlichen Medizinischen Fachgesellschaften (AWMF) mit der Registernummer 013-053 veröffentlicht. An der Erstellung der Leitlinie waren insgesamt fünf Fachgesellschaften, Gremien und Verbände beteiligt. Für die Arbeitsgemeinschaft für Berufs- und Umweltdermatologie der Deutschen Dermatologischen Gesellschaft war Bauer maßgeblich an der Erstellung der AWMF-Leitlinie Kontaktekzem und an der AWMF-Leitlinie Atopische Dermatitis (AD) Neurodermitis; atopisches Ekzem beteiligt. Zudem gehörte sie zu der Expertengruppe zur Erstellung der AWMF-Leitlinie Durchführung des Epikutantests mit Kontaktallergenen und Arzneimitteln, in die sie durch den Informationsverbund dermatologischer Kliniken (IVDK) berufen worden war. Die Leitlinien der AWMF sind in Deutschland für die medizinische Diagnostik und Therapie verbindlich und ein Abweichen von dem hier beschriebenen Vorgehensweisen ist nur unter guter Begründung statthaft.

## Publikationen
Bauer war an mehr als 400 Publikationen zu den Themenfeldern Allergologie, Hautkrebs, Kontaktekzeme sowie Ekzeme anderer Genese beteiligt. Hier eine Auswahl:
- Treatment with delgocitinib cream improves itch, pain and other signs and symptoms of chronic hand eczema: Results from the Hand Eczema Symptom Diary in a phase IIb randomized trial in Contact Dermatitis 89, 2023
- Occupational contact allergy: The European perspective – analysis of patch test data from ESSCA between 2011–2020 in Contact Dermatitis 88, 2023
- Neues zum berufsbedingten Hautkrebs – Basallzellkarzinom und solare UV-Exposition in Die Dermatologie, 72, 2021
- Expertenkonsensus zu praxisrelevanten Aspekten bei der Behandlung der chronischen Urtikaria in Allergo Journal 30, 2021

Bauer war im Rahmen ihres ehrenamtlichen Engagements in diversen Fachgesellschaften und Gremien in verschiedenen Funktionen – als Leitlinienkoordinatorin, Mitautorin und Mandatsträgerin – an der Erstellung zahlreicher nationaler Leitlinien der Arbeitsgemeinschaft Wissenschaftlicher Medizinischer Fachgesellschaften beteiligt.
- 2023 S3-Leitlinie Aktinische Keratose und Plattenepithelkarzinom der Haut, Aktualisierung, AWMF Reg.Nr. 032-021
- 2023 S2k-Leitlinie Prävention, Diagnostik und Therapie des Handekzems, AWMF Reg.Nr. 013-053[3]
- 2023 S3-Leitlinie Atopische Dermatitis (AD) Neurodermitis; atopisches Ekzem, AWMF Reg.Nr. 013-027[5]
- 2021 S1-Leitlinie Kontaktekzem, AWMF Reg.Nr. 013-055[4]
- 2021 S3-Leitlinie Prävention von Hautkrebs, AWMF Reg.Nr. 032-052OL
- 2019 S3-Leitlinie Durchführung des Epikutantests mit Kontaktallergenen und Arzneimitteln, AWMF Reg.Nr. 013-018[6]
- 2017 S2k-Leitlinie Basalzellkarzinom der Haut, AWMF Reg.Nr. 032-021

## Preise und Ehrungen
- 2000 "Howard Malbach Travel Award" der American Contact Dermatitis Society (ACDS)[7]